# 共同組海運
共同組海運株式会社（きょうどうぐみかいうん）は、日本の海運会社。鹿児島市の谷山港と奄美群島を結ぶRORO貨物船（貨物フェリー)や種子島、屋久島を結ぶ貨物船を定期運航している。

## 概要
1895年1月に設立された共同組回漕店を前身として、戦中の企業統制令による統制会社への合併を経て、1950年10月に共同組海運株式会社が設立された。
その後、内航運送業を中心に、港湾荷役運送業、一般小型貨物自動車運送事業、倉庫業など事業を拡大した。

## 航路
貨物フェリーであるため、旅客のみの利用は出来ず、車両を航送する場合に運転手としての乗船が可能である。
- 鹿児島港（谷山区） - 名瀬港（奄美大島）・※古仁屋港（奄美大島） - 亀徳港（徳之島）・平土野港（徳之島） - 和泊港（沖永良部島）・知名港（沖永良部島） - 湾港（喜界島）

「みさきⅡ」「つばさ」の2隻で1日1往復を運航する。日曜・祝日は休航する。
貨物輸送メインのため同じ島内寄港地は他の寄港地から陸送する場合もある。
（※奄美/古仁屋港はかつて寄港していたが現在は名瀬からの陸送扱いのみ、徳之島及び沖永良部は当日天候により寄港地決定）

## 船舶

### 運航中の船舶
- みさきⅡ

2021年11月竣工、三浦造船所建造
2592総トン、全長110.84m、幅16.5m、深さ13.65m、ディーゼル1基1軸、7,070馬力、航海速力18.0ノット
- つばさ

2023年10月竣工、三浦造船所建造
2,592総トン、全長110.84m、幅16.5m、深さ13.65m、ディーゼル1基1軸、7,070馬力、航海速力18.0ノット

### 過去の船舶
- 第三南海丸

1995年3月竣工、本田造船建造、共同フェリー運輸所有
1,501総トン、全長106.0m、幅14.3m、深さ10.2m、ディーゼル1基1軸、4,000馬力、航海速力18.5ノット
- みさき

1994年1月竣工、本田造船建造
999総トン、全長89.5m、幅13.5m、深さ8.1m、ディーゼル1基1軸、4,000馬力、航海速力18.0ノット
- きょらむん

2013年2月竣工、三浦造船所建造
2,502総トン、全長121.00m、幅16.5m、深さ12.65m、ディーゼル（JFE 12PC2-6B）、9,600馬力、航海速力19.0ノット